# L'Évangile du Bouddha
L’Évangile du Bouddha est un livre de Paul Carus paru en 1894. Il prend pour modèle le Nouveau Testament et relate l’histoire du Bouddha par le biais de paraboles. Il fut un instrument important dans l’introduction du bouddhisme en Occident et est utilisé comme outil d’enseignement par certaines sectes asiatiques.
Carus pensait que le monde moderne avait besoin d’une nouvelle religion de la science. Inspiré par ses rencontres et ses conversations lors du Parlement des religions en 1893, il jugea que le bouddhisme était la foi la plus proche de son idéal et écrivit L’Évangile du Bouddha pour populariser cette religion en Occident.
L’ouvrage est composé à partir des traductions anglaises de textes bouddhiques, avec des révisions et des reformulations significatives. Le choix des textes met en avant un bouddhisme philosophique, sans éléments surnaturels. Bien que critiquée par les spécialistes contemporains, cette interprétation s’est avérée populaire en Occident.
Le livre, réédité à de nombreuses reprises, fut un succès populaire. Il influença aussi le développement du néo-bouddhisme en Extrême-Orient, particulièrement dans sa traduction japonaise par Daisetz Teitaro Suzuki.

### Source
- (en) Cet article est partiellement ou en totalité issu de l’article de Wikipédia en anglais intitulé « The Gospel of Buddha » (voir la liste des auteurs).